# Muhammad Nasir ad-Din al-Albani
Muhammad Nasir ad-Din al-Albani (ur. 1914 w Szkodrze, zm. 2 października 1999 w Ammanie) – syryjski pisarz i teolog pochodzenia albańskiego, specjalizujący się w hadisach. Jest uważany jednego z najwybitniejszych islamskich uczonych XX wieku. Za swój wpływ na studia islamskie został uhonorowany Nagrodą Króla Fajsala.

## Biografia

### Młodość i kariera
Urodził się w 1914 roku w Szkodrze, ówczesnej stolicy Albanii. W dzieciństwie przeniósł się wraz z rodziną do Damaszku, gdzie po podstawowej edukacji uczył się arabistyki i islamu u wybitnych uczonych. Żeby pomóc w utrzymaniu rodziny, pracował przy naprawie zegarków.
W latach 30. zaczął specjalizować się w hadisach. Bardzo szybko stał się w tej dziedzinie autorytetem, łącznie napisał i zredagował ponad 300 książek, z których wiele wywarło znaczący wpływ nie tylko na studia nad hadisami, ale nawet na inne gałęzie współczesnych studiów islamskich.
Al-Albani był wykładowcą w europejskich i arabskich krajach, m.in. w Katarze, Kuwejcie, Egipcie, Zjednoczonych Emiratach Arabskich, Hiszpanii, Wielkiej Brytanii, Maroku, Arabii Saudyjskiej i Niemczech.

### Represje ze strony władz syryjskich
Chociaż al-Albani nie był zaangażowany w działalność polityczną, był popularny w Syrii. Zaniepokoiło to władze syryjskie, które zaczęły go w latach 60. kontrolować. Przed wybuchem wojny sześciodniowej w 1967 r. został na miesiąc uwięziony w cytadeli. Po wybuchu wojny został na krótko wypuszczony, jednak po zaostrzeniu się konfliktu ponownie aresztowany i osadzony w damasceńskim więzieniu al-Hasakah, tym razem na 8 miesięcy.

### Ostatnie lata życia
W latach 90. przeniósł się do Jordanii, gdzie spędził ostatnie kilka lat swojego życia.